# Phanaspa derasalis
Phanaspa derasalis är en fjärilsart som beskrevs av Achille Guenée 1854. Phanaspa derasalis ingår i släktet Phanaspa och familjen nattflyn. Inga underarter finns listade i Catalogue of Life.